# Мэдисон, Холли
Холли Мэдисон, при рождении Холлин Сью Келлен (англ. Hollin Sue Cullen; род. 23 декабря 1979, Астория, Орегон, США) — американская фотомодель и актриса. Она наиболее известна как подруга Хью Хефнера номер один вместе с Бриджет Марквардт и Кендрой Уилкинсон в реалити тв-сериале The Girls Next Door.

## Биография
Мэдисон родилась в Астории, Орегон. Она выросла на Аляске, затем её семья переехала обратно домой в Орегон. Она училась в университете в течение двух лет специализируясь на театре и психологии. В 1999 г. Мэдисон переехала в Лос-Анджелес. Чтобы позволить себе обучение в колледже, она работала моделью, а также в Hooters.
После того как её заметили, она стала получать приглашения в особняк Playboy. После более чем года посещения особняка, она стала одной из семи официальных подруг Хефнера в августе 2001 года.

## Карьера

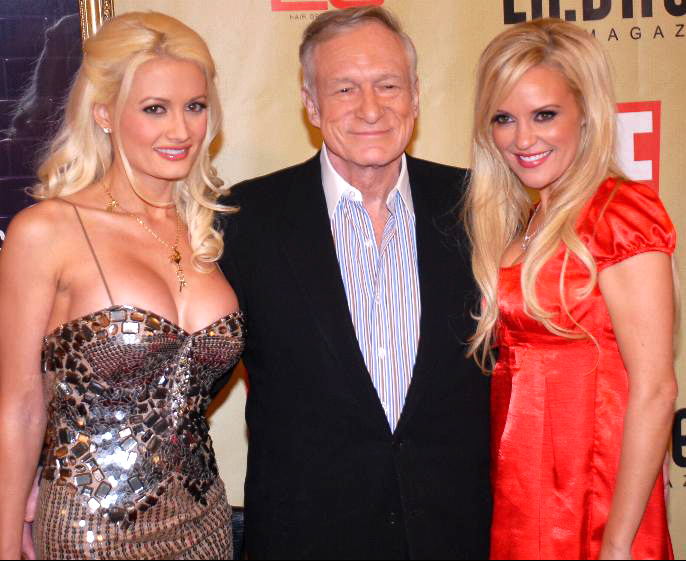
Холли Мэдисон с Хью Хефнером и Бриджет Марквардт

Мэдисон появилась на обложке журнала «Playboy» в ноябре 2005 года вместе с Марквардт и Уилкинсон в рамках специального живописного действия «The Girls Next Door». Девушки были на обложке «Playboy» в сентябре 2006 года и в марте 2008 года.
Мэдисон заявила, что хочет строить карьеру в «Playboy». Она также способствовала разработке календаря «The Girls Next Door».
В 2006 году по личной инициативе описав любимое животное, Мэдисон стала писать статьи о домашних животных для ежеквартального журнала. В апреле 2007 года Мэдисон появилась «ню» в антимеховом объявлении PETA.

## Личная жизнь
В 2013—2019 годы Холли замужем за кинопродюсером Паскалем Ротелла. У бывших супругов двое детей — дочь Рейнбоу Аврора Ротелла (род. 05.03.2013) и сын Форест Леонардо Антонио Ротелла (род. 07.08.2016). 

## Фильмография
| Год  |    | Русское название           | Оригинальное название          | Роль                   |
| ---- | -- | -------------------------- | ------------------------------ | ---------------------- |
| 1998 | ф  | Последняя трансляция       | The Last Broadcast             | мисс «Кареглазая леди» |
| 2005 | с  | Красавцы                   | Entourage                      | девушка месяца         |
| 2005 | с  | Умерь свой энтузиазм       | Curb Your Enthusiasm           | Холли Мэдисон          |
| 2006 | ф  | Очень страшное кино 4      | Scary movie 4                  | блондинка              |
| 2007 | с  | Главный госпиталь          | General Hospital               | девушка                |
| 2008 | ф  | Мальчикам это нравится     | The House Bunny                | камео                  |
| 2009 | ф  | Рассказывающий             | The Telling                    | Стефани                |
| 2010 | с  | C.S.I.: Место преступления | CSI: Crime Scene Investigation | горячая блондинка      |
| 2015 | тф | Акулий торнадо 3           | Sharknado 3: Oh Hell No!       | лейтенант Харрисон     |